# Konstantin Nathanael von Salenmon

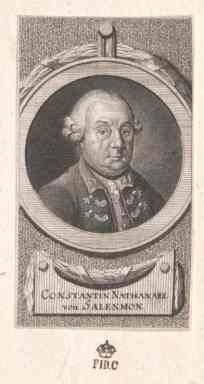
Konstantin Nathanael von Salenmon (1710–1797)

Konstantin Nathanael von Salenmon (* 11. Juni 1710 in Danzig; † 15. Dezember 1797 in Halle (Saale)) war ein königlich-preußischer Generalleutnant. Er war Chef eines Freibataillons und Kommandant der Zitadelle Wesel sowie der Landesregierung (Landesadministrationskollegium) in Geldern. Seine jüdische Herkunft stellt einen einmaligen Fall dar unter den Offizierskarrieren in der preußischen Armee vor dem 19. Jahrhundert. Salenmon gehörte darüber hinaus zu den wenigen preußischen Generalen der damaligen Zeit, die nicht dem Adel angehörten, wurde aber seit etwa 1760 regelmäßig mit von tituliert bzw. verwandte das Adelsprädikat selbst unbeanstandet, ohne jemals förmlich geadelt zu werden.

## Leben
Geboren im unter polnischer Oberhoheit stehenden Danzig, war Salenmon (im Kirchenbuch eingetragen als Salomo) jüdischer Herkunft. Er wurde zunächst zu Hause erzogen und sollte studieren. Mit 17 Jahren ging er jedoch zur polnischen Armee und kam in das Regiment Flemming. Er blieb dort bis 1745, als ein Duell mit einem Offizier ihn zwang, kurzfristig die Armee zu verlassen. Er trat 1745 in französische Dienste und kämpfte mit der französischen Armee von 1745 bis 1748 in den Niederlanden im Österreichischen Erbfolgekrieg. Er war bei Belagerungen und Eroberungen eingesetzt, darunter Tournai, Gent, Oudenarde und Brügge, sowie in der Schlacht bei Lauffeldt. Nach dem Frieden von Aachen wurde auch das Regiment Nassau-Saarbrücken verkleinert und der zum Hauptmann aufgestiegene Salenmon nahm seinen Abschied. Er ging 1750 in das Kurfürstentum Sachsen, wo er wiederum in die Armee eintrat und 1755 Anna von Reibold, verwitwete Freifrau von Reibnitz heiratete. Seine Frau stammte aus Rendsdorff, aus der Ehe ging ein Sohn hervor, der später ebenfalls Offizier wurde.
Als der Siebenjährige Krieg begann wurde die sächsische Armee im Lager bei Pirna (→ Belagerung bei Pirna) eingeschlossen und musste am 16. Oktober 1756 kapitulieren. Damit endete die Karriere Salenmons in sächsischen Diensten und er trat am 20. Oktober in Zwickau im Rang eines Kapitän in das Frei-Bataillon „von Kalben“ ein. Diese Einheit wurde seit dem 21. September von dem preußischen Major Heinrich Detlef von Kalben aufgestellt, der zuvor ebenfalls in der sächsischen Armee gedient hatte und Salenmon daher kannte. Zudem heißt es, sie seien Jugendfreunde gewesen. Die Freibataillone waren kleine Verbände, die dazu gedacht waren, ähnlich wie die österreichischen Panduren, unabhängig und teilweise weit hinter den feindlichen Linien zu operieren. Diese Art Kriegführung, welche „Kleiner Krieg“ kontrastierte mit der zeitgenössischen Lineartaktik, die noch bis heute das Bild vom Militärwesen des Ancien Régime prägt.
Salenmon führte zunächst eine Kompanie im Bataillon, das seine Aufstellung bis Ende Dezember des Jahres in Reichenbach abschloss. Bereits am 8. Februar 1757 wurde er zum Major befördert (mit Vorpatentierung auf Dezember 1756) und avancierte damit zum Stellvertreter Kalbens. Während der Invasion Böhmens im Frühjahr 1757 rückte die Truppe bis Prag vor und wurde danach in die Abwehrkämpfe in Sachsen und Schlesien verwickelt. In der äußert blutigen Schlacht bei Breslau wurde Salenmon am 22. November 1757 am Kopf verwundet, sein Vorgesetzter von Kalben jedoch getötet.  Die Führung des Freibataillons oblag nun ihm als Nachfolger Kalbens. Er führte das Bataillon in der folgenden Schlacht bei Leuthen und wurde am 8. Februar 1758 von König Friedrich II. außer der Reihe zum Oberstleutnant befördert. Gleichzeitig wurde er offizieller Inhaber des Freibataillons, das nun seinen Namen trug.
Danach kämpfte das Bataillon in Mähren und Sachsen mit wechselndem Erfolg. Sein größter Teil geriet jedoch während der Niederlage bei Maxen am 20. November 1759 in österreichische Gefangenschaft. Salenmon musste deshalb in Leipzig im Winter 1759/60 ein neues (II.) Bataillon aufstellen. Salenmon führte verschiedene Aktionen zur Eintreibung von Pferden, Lebensmitteln und Rekruten im Raum südlich von Leipzig aus und konnte im Februar 1760 Zeitz besetzen. Friedrich II. entschied am 6. Mai 1760 Salenmon unter Überspringung eines Ranges zum Generalmajor (mit Patent zum 5. März) zu befördern. Während des Feldzuges 1760 drangen jedoch die Reichsarmee und deren österreichische Verbündeten in Sachsen vor. Im Herbst griffen sie die preußischen Stützpunkte an der Elbe an und eroberten Ende September Torgau. Salenmon fiel die Aufgabe zu Wittenberg mit 1.800 Mann zu verteidigen. Er konnte der folgenden Belagerung zehn Tage Widerstand leisten, musste jedoch am 14. Oktober die Stadt übergeben und selbst in Gefangenschaft gehen. Salenmons eigenes Freibataillon war zu diesem Zeitpunkt woanders im Einsatz und wurde 1761 von Franz Andreas von Favrat als Kommandeur übernommen.
Nach dem Frieden von Hubertusburg 1763 wurde das Garnisons-Regiment Nr. 9 aus Magdeburg mit dem Bataillon zusammengeführt und nach Geldern in Garnison gelegt. Salenmon wurde Kommandant der Festung Geldern und Chef des Landes-Administrationskollegiums. Am 1. Juli 1774 erfolgte seine Ernennung zum Generalleutnant. Er war damit einer von nur vier (unter insgesamt 94) Generälen dieses Ranges in der Infanterie Friedrichs des Großen mit nichtadliger Herkunft (neben Kaspar Ernst von Schultze, Johann Jakob von Wunsch und Friedrich Wilhelm von Rohdich).
1772 wurde er in einem Duell mit dem Oberst Ludwig Alexander von Quadt am Kopf verletzt. Quadt verließ danach den preußischen Dienst und ging nach Russland, wo er Oberst der Dragoner wurde. 1778, mit dem Bayerischen Erbfolgekrieg, erhielt von Salenmon den Auftrag, wieder ein Freibataillon zu bilden, welches aber in Wesel blieb und im Jahr darauf wieder reduziert wurde. 1787 bat er um seinen Abschied von der Kommandantenstelle in Wesel, der auch gewährt wurde. Er blieb in Geldern bis zum Eintreffen der französischen Revolutionsarmee. Dann flüchtete er und starb 1797 in Halle.

## Familie
Er war mit einer von Reibold aus dem Haus Rensdorf verheiratet. Sie war die Witwe des Garde-Majors von Reibnitz.